# Castaway – Die Insel
Das britische Beziehungsdrama Castaway – Die Insel (Castaway) von Nicolas Roeg aus dem Jahr 1986 stellt eine moderne Robinsonade nach einer autobiographischen Vorlage von Lucy Irvine und damit basierend auf wahren Begebenheiten dar. Lucy Irvine (Amanda Donohoe) und Gerald Kingsland (Oliver Reed) gehen als vollkommen Fremde auf eine einsame Insel, um dort ein Jahr lang von Luft und Liebe zu leben.

## Handlung
London: Gerald Kingsland, 45, ist Verleger und Schriftsteller, mit Kindern. Er veröffentlicht im Time Out ein Inserat: „Ein Jahr auf einer einsamen Insel. ‚Gattin‘ 20-30 für die Begleitung eines Mannes 35+ gesucht.“
Er gibt vor, Selbsterfahrung als Inspiration für sein nächstes Buch zu suchen. Der im Grunde altmodische Gerald veranstaltet Vorstellungsgespräche für die Rolle in dem geradezu unanständig idyllischen Einsiedlerleben. Lucy Irvine, eine 24-jährige Angestellte mit einem wenig erfüllenden Broterwerb, erhält den Zuschlag wegen ihrer Abenteuerlust und nicht zuletzt ihres Aussehens. Lucy liefert sich ihm persönlich und seiner außerordentlich mutigen Idee auf Gedeih und Verderb aus. Zugleich stellt sie sich im Voraus auf eine vorübergehende Beziehung ein. Die Chemie zwischen ihnen stimmt einigermaßen. Also gehen der charismatische Gerald und die schlagfertige, betont unabhängige Lucy im Mai 1981 aus freiem Willen auf die tropische Insel Tuin vor der Küste Australiens. Aufgrund der Einreisebestimmungen müssen sie erst heiraten.
Angekommen auf dem paradiesischen Eiland gerät der Aufenthalt nur allzu mühsam. Zudem hat Gerald wichtige Ausrüstung vergessen. Notgedrungen muss er abspecken. Mehr und mehr gehen sich der träge Gerald und die freizügige Lucy in ihrer zusammengeschusterten Hütte „auf die Nerven“ (BZ). Gerald ist mal gleichgültig, mal bärbeißig, sie ist frustriert und zickig, und mag die Insel mehr als ihn.
Sie droht ihm mit Liebesentzug; Sonnenbrand, Schmutz und Langeweile nehmen überhand. Der zunehmend alberner werdende Gerald fällt ihr zur Last, weil er nur noch faul am Strand liegt, wenn er ihr nicht gerade nachstellt. Nach einer Dürre werden die Lebensmittel knapp. Er wird von Bienen übel zugerichtet, und sie pflegt ihn gesund, nachdem er ihr zuvor das Angeln beigebracht hat. Er zieht sich eine allergische Reaktion an den Beinen zu.
So abseits scheint der Schauplatz gar nicht zu liegen: Zwei junge Männer treffen ein, die sie wegen einer Bevölkerungszählung befragen wollen. Gerald reagiert eifersüchtig und verekelt sie. Als die beiden mit hohem Fieber erkranken, können ihnen zwei Nonnen von der Nachbarinsel Badu das Leben retten. Überhaupt stellt sich Lucy als der stärkere der Partner heraus. Wünsche und Ziele beider bleiben unklar, aber ihre Beziehung wandelt sich auf kaum merkliche Weise.
Als Gerald für einen Bekannten auf Badu Reparatur- und Bastelarbeiten gegen Lebensmittel und Kleidung übernimmt, kehren Zivilisation und Bequemlichkeit schrittweise zurück in ihre Existenz. Er pendelt zwischen den Inseln hin und her, und die Phasen seiner Abwesenheit werden immer länger. Sie gibt ihm daraufhin noch einmal nach. Zuletzt brechen sie ihr lebensgefährliches und ernüchterndes Abenteuer ab. Die beiden gehen getrennter Wege. Sie fährt heimwärts, er bleibt auf den Inseln. Getrennt voneinander schreiben sie ihre Erlebnisse nieder und veröffentlichen sie.

## Kritiken
- „Film, der nur in Ansätzen das Scheitern des ‚Abenteuers‘ zu beschreiben versteht und überwiegend in oberflächlichen, teilweise verklärend-ästhetisierenden Bebilderungen steckenbleibt.“ (Lexikon des internationalen Films)[4]
- „Das Ganze klingt wesentlich interessanter als es dann wirklich ist.“ (Prisma)[5]
- „man quält sich, so gut man kann. Kein Hauptwerk des genialischen Roeg, aber sehenswert.“ (Ekkehard Knörer: Jump Cut)[6]
- „die Beulen wachsen, die Metaphern auch. […] Der Film dauert endlos lange; ein Hai zieht vorbei, die Brandung gurgelt, die Kamera unternimmt poetische Tauchausflüge […] alles auf edles Fujicolor gebannt, grell, sonnenstichig, mit eingefetteter Linse und steilen Assoziationen“ (Andreas Kilb: Die Zeit)[7]
- „facettenreich gespielt, und des Films versierter Umgang mit dem Verfließen der Zeit und die subtilen Entwicklungen der Figuren halten einen interessiert – und das ist eine Leistung, bedenkt man die Ermangelung eines übergreifenden ‚dramatischen‘ Ziels“ (Jonathan Rosenbaum)[2]
- „Newcomer Amanda Donohoe nutzt den größten Teil des Films, um zu zeigen, wie wenig Bikinistreifen sie doch am Körper hat (Palmen verbergen meist die unteren Partien von Oliver Reed als Gerald Kingsland), und sie kommt gut zurecht mit einer Figur, deren Motivation und Einzelheiten zu dem Rückzug auf die kleine Insel nebulös bleiben. […] Reed hat den Auftritt seines Lebens als sexuell frustrierter mittlerer Jahrgang auf der Suche nach Sonne und Sex, prima ergänzt von Amanda Donohoe als dem entschlossenen und wankelmütigen Objekt seiner Begierde.“ (Variety)[8]
- „man weiß nicht so recht, was Fantasie und was Realität ist […] dabei nicht so herausfordernd wie Roegs andere Filme. […] jedenfalls ein Regisseur, der nicht darauf angewiesen ist, dass man ihn oder seine Charaktere leiden kann, die er oft in wenig vorteilhaftem Licht präsentiert, unzureichend wie sie und ‚ihre‘ Welt sind […] Eureka ist für mich ein Beinahe-Meisterwerk […] Castaway hingegen ist rundum solide und keinesfalls vermasselt […] – vollkommen umgehauen hat’s mich aber nicht.“ (Raging Bull Movie Reviews)[9]
- „Die Aufführung von Castaway anläßlich der Filmfestspiele von Cannes war von Buhrufen begleitet. ‚Virtuoser Kamerazauber gibt dem flachen Psychospiel eine bunte Hülle, aber leider unterliegt der Tropentraum dem visuellen Abnutzungseffekt durch die Werbeästhetik.‘ (zitty)“ (Jens Golombek: Das große Film-Lexikon. Alle Top-Filme von A–Z, 1995)[10]

Jonathan Rosenbaum hebt insbesondere die zahlreichen gelungenen Unterwasseraufnahmen hervor. Dem Time Out Film Guide zufolge geht es im Kern um „Fremde in der Fremde, Liebe und Hass und den ganzen verdammten Kram“ (strangers in strange lands, love and hate and the whole damn thing), nach Mike Lorefice bei Raging Bull Movie Reviews um „Sex, Fantasie, Obsession, Kommunikation, Verlässlichkeit, Bedürfnisse & Heuchelei“ (sex, fantasy, obsession, communication, reliance, need, & hypocrisy).

## Sonstiges
- Gerald Kingsland schilderte seine Sicht in The Islander.[12]
- Gedreht wurde in London und auf den Seychellen.[13]